# Barry Eichengreen
Barry Eichengreen (* 1952) je americký ekonom. Je profesorom ekonomie a politických věd na University of California, Berkeley. Byl poradcem Mezinárodního měnového fondu během asijské finanční krize v letech 1997-1998. Hlavní oblastí jeho výzkumu je mezinárodní makroekonomie a historie finančního systému.